# Tripp (Dakota Południowa)
Tripp – miasto w Stanach Zjednoczonych, w stanie Dakota Południowa, w hrabstwie Hutchinson.